# Leiothrix argentauris
Il mesia guanceargento (Leiothrix argentauris (Hodgson, 1837)), conosciuto anche come usignolo orecchie argentate, è un uccello della famiglia Leiothrichidae, diffuso nel sud-est asiatico.

## Descrizione

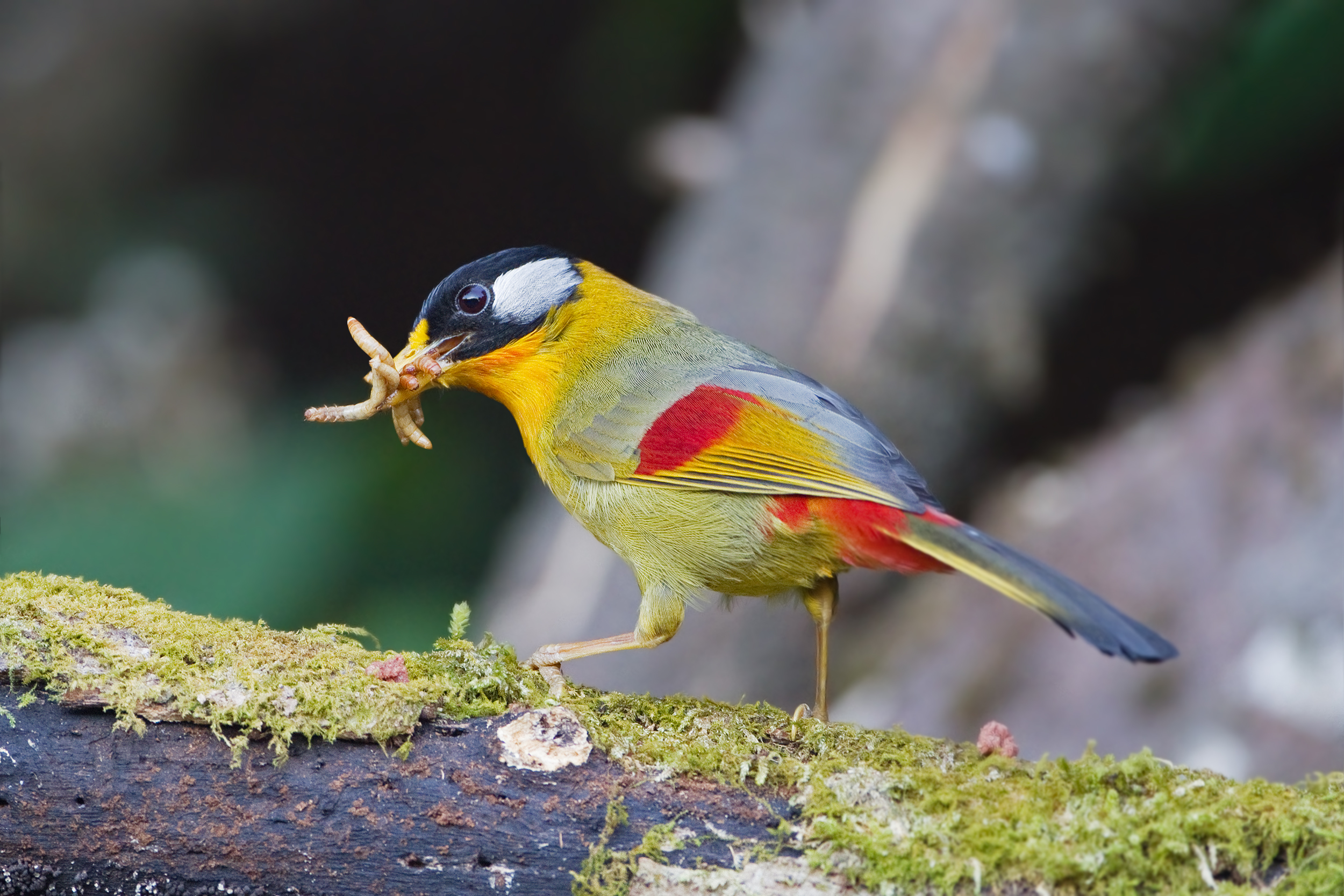
Maschio (coda rossa)

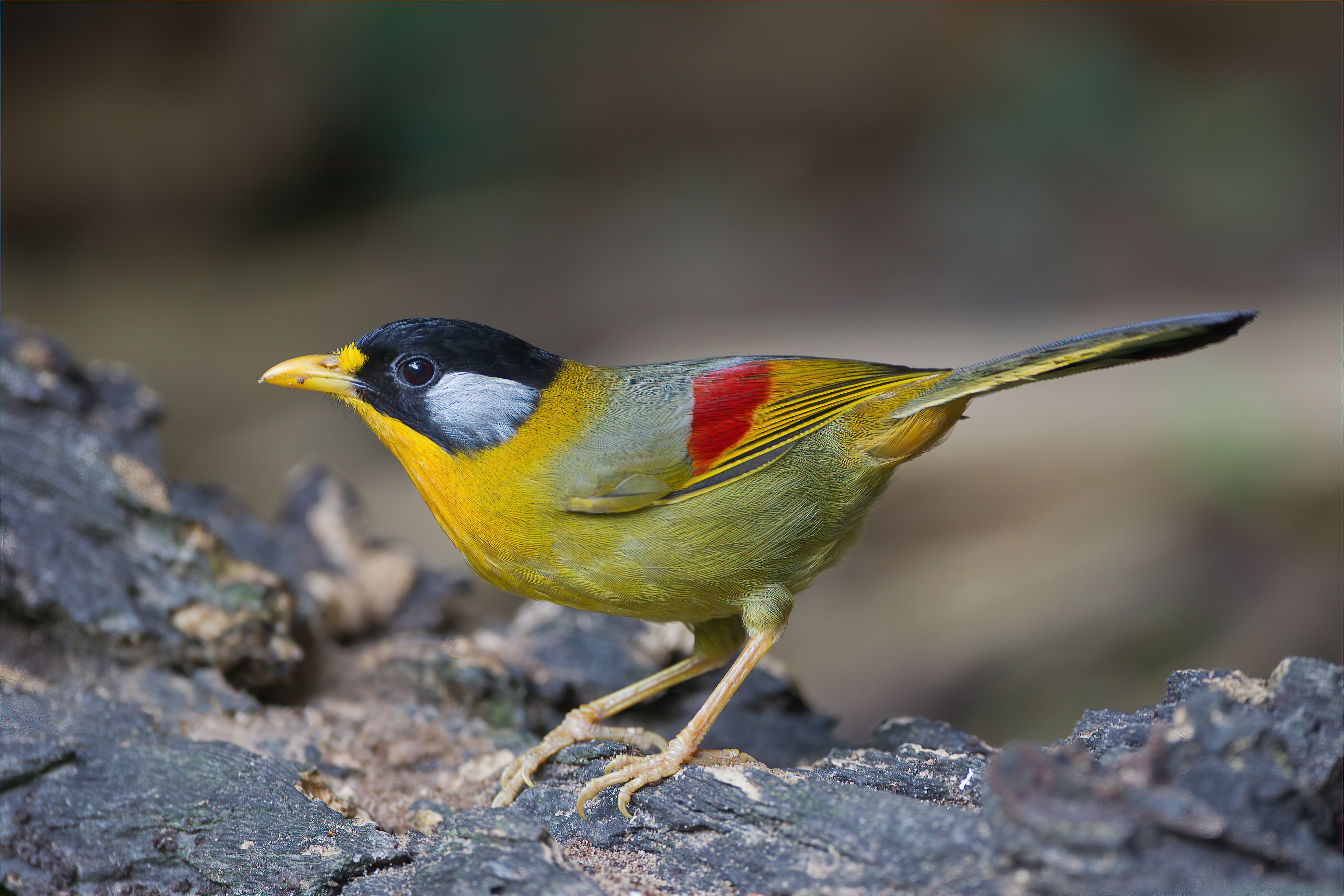
Femmina (coda arancione)

Gli esemplari adulti hanno leggere differenze di colore tra maschi e femmine. In comune hanno la fronte, il becco, la gola e il torace di colore arancione; le coperture delle orecchie sono grigio argentato e il resto della testa è nero; la nuca è arancio-marrone; il dorso, le scapolari e le ali sono grigio scuro; le copritrici maggiori sono rosso sangue e le primarie sfrangiate di un colore che varia dal rosso all'arancio; la coda di oliva scuro, marginata esternamente con arancione opaco; sotto la superficie grigia; il centro dell'addome arancio; le zampe di color carne rossastra; le iridi sono marroni.
La differenza di colorazione è nelle copritrici superiori e inferiori della coda dove nel maschio sono di colore rosso sangue mentre nella femmina sono di colore arancio.
Il mesia guanceargento è un uccello di piccole dimensioni, un esemplare adulto può raggiungere una massa corporea di 36 g.
Le dimensioni degli esemplari adulti sono:
- lunghezza da 15 a 18 cm;
- lunghezza delle ali sono di circa 7.5 cm
- la coda è lunga da 6.7 a 7.6 cm
- il tarso è circa 2.5 cm
- il becco misura 1.7 cm

## Biologia

### Alimentazione
La dieta della Mesia guanceargento è dominata dagli insetti e dalle loro larve, oltre che dai frutti e, in misura minore, dai semi. Da uno studio sulla dieta degli uccelli selvatici a Hong Kong è emerso che l'87% dei campioni fecali studiati conteneva i resti di insetti e il 97% i resti di frutta. Le specie si associano spesso in grandi gruppi fino a trenta individui durante il foraggiamento e formano gruppi durante la stagione riproduttiva.
Si uniscono anche a grandi stormi di altre specie della foresta, conosciute come onde, che comprendono altre specie di balbettatrici. Si alimentano generalmente più vicino al suolo, ma possono arrivare fino a 5 metri di altezza.

### Riproduzione

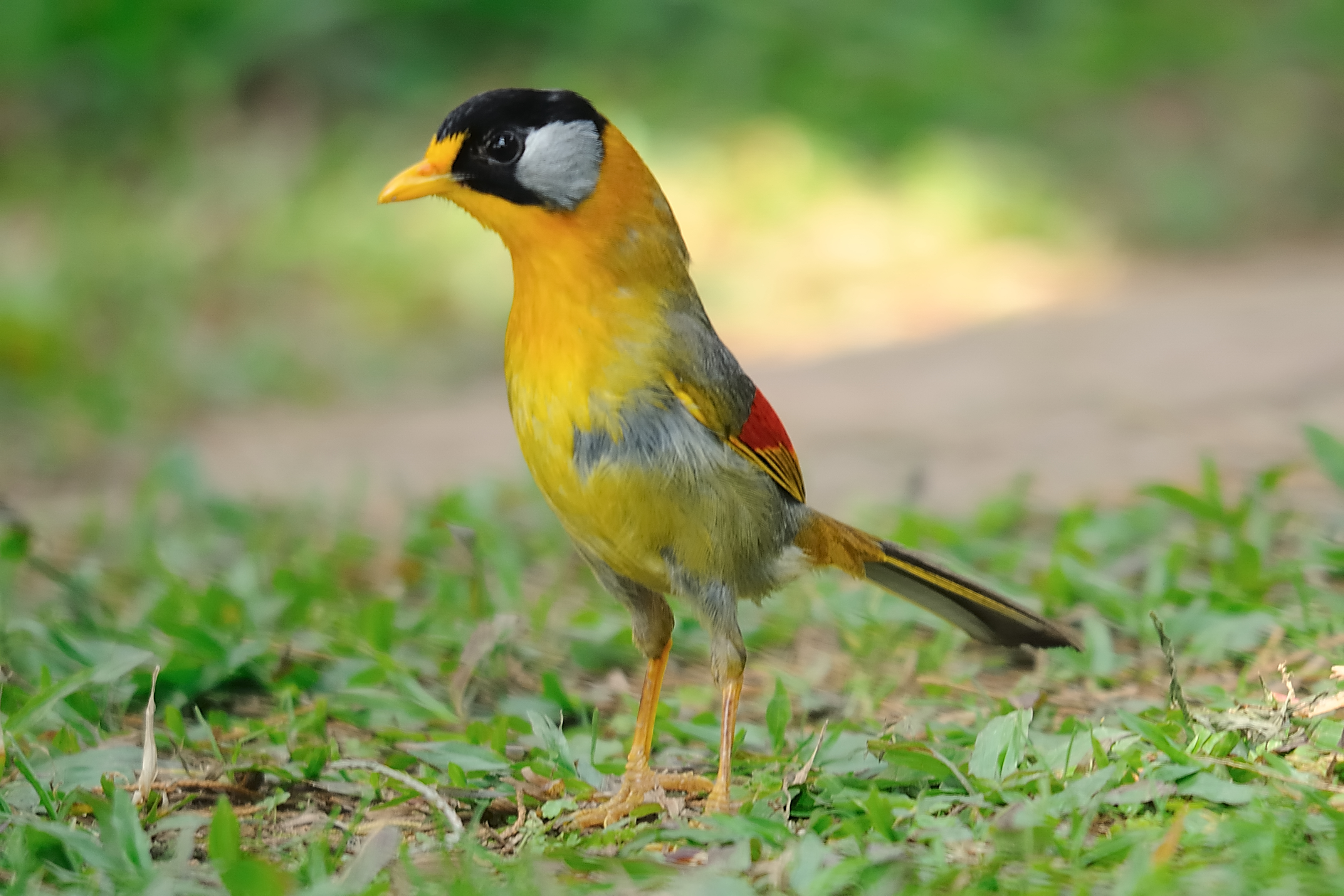
Maschio del mesia guanceargento (Leiothrix argentauris)

La mesia guanceargento si riproduce stagionalmente, in un periodo compreso tra novembre e agosto, anche se la stagione inizia più tardi, in aprile, nella parte settentrionale della sua gamma. Sia il maschio che la femmina sono coinvolti nella costruzione del nido, una profonda coppa di bambù e altre foglie morte rivestite di radichette e fibre di felce. Impiegano circa quattro giorni a completare la costruzione del nido e si trova vicino al livello del suolo, qualche volta viene costruito in cespugli fino a 2 metri di altezza. Alla base del suo rapporto con l'usignolo del Giappone il nido si dice che sia indistinguibile da quello di quella specie.
Le uova di mesia guanceargento sono bianche con macchie chiare e brune. Vengono deposte da due a cinque uova in una tipica pochette, di cui quattro sono il numero tipico dell'India, due o tre sono più comuni in Malesia. Entrambi i genitori incubano le uova, con (almeno in cattività) la femmina che incuba le uova durante la notte. Le uova vengono incubate per 13-14 giorni dopo la deposizione del primo uovo. Entrambi i genitori danno da mangiare ai pulcini, che si sfidano dopo 12 giorni, e la cura dei genitori dura altri 22 giorni dopo l’involo.

### Spostamenti
La specie è generalmente residente anche se è stato segnalato come migratore invernale nel parco Nazionale di Nameri in Assam, India, il che implica che la specie può essere un migrante altitudinale.

## Tassonomia

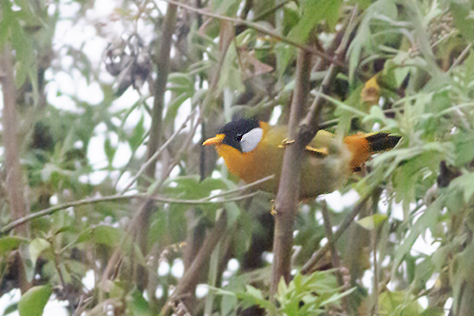
Sottospecie leiothrix argentauris argentauris fotografata al parco Nazionale della valle di Neora, India

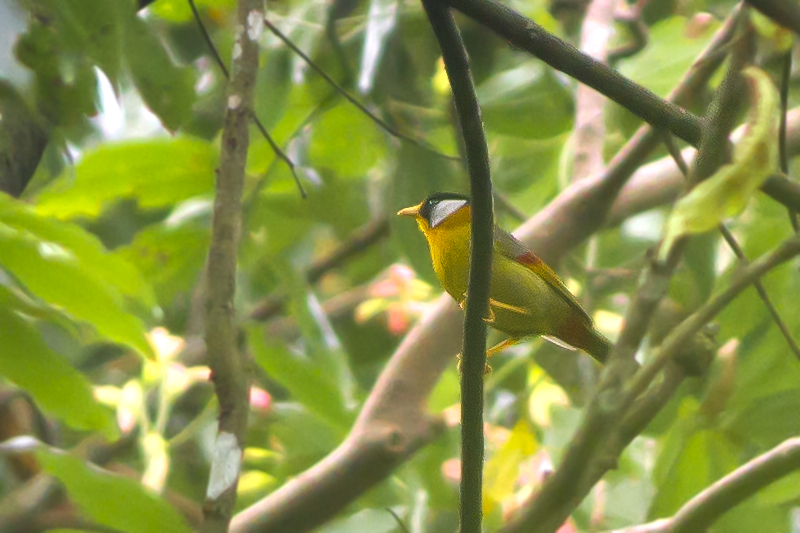
Sottospecie leiothrix argentauris argentauris fotografata al Mahananda Wildlife Sanctuary, Bengala Occidentale, India

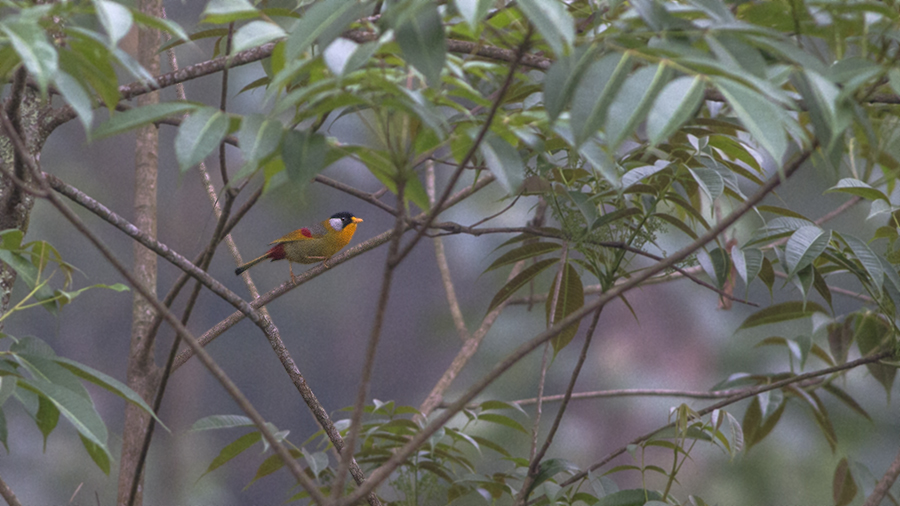
Scatto dal parco Nazionale della valle di Neora, Bengala Occidentale, India

La specie era un tempo inserita nella grande famiglia di caicchi del Vecchio Mondo, i Timaliidae, ma questa famiglia è stata recentemente divisa e questa specie è stata collocata con i giunchini nella nuova famiglia Leiothrichidae.
La specie è talvolta collocata nel proprio genere Mesia, o nel genere Leiothrix con l'usignolo del Giappone.

### Sottospecie
Esistono sette sottospecie descritte, con notevoli variazioni di piumaggio tra di esse. Sono necessarie ulteriori ricerche per stabilire se questa rappresenta una singola specie o meno.
Le sottospecie e le loro distribuzioni sono:
- Leiothrix argentauris argentauris (Hodgson, 1837) - India settentrionale e orientale, Bhutan, Birmania settentrionale e Cina meridionale
- Leiothrix argentauris aureigularis (Koelz, 1953) - Assam e Birmania
- Leiothrix argentauris cunhaci (Robinson & Kloss, 1919) - Laos meridionale, Vietnam e Cambogia
- Leiothrix argentauris galbana (Mayr & Greenway, 1938) - Birmania meridionale e Thailandia settentrionale
- Leiothrix argentauris laurinae (Salvadori, 1879) - Sumatra meridionale
- Leiothrix argentauris ricketti (La Touche, 1923) - Cina (Yunnan, Guixhou e Guangxi), Laos settentrionale e Vietnam
- Leiothrix argentauris rookmakeri (Junge, 1948) - Sumatra settentrionale
- Leiothrix argentauris tahanensis (Yen Kwokyung, 1934) - Thailandia meridionale e Malaysia peninsulare
- Leiothrix argentauris vernayi (Mayr & Greenway, 1938) - Assam, Birmania e Cina

## Distribuzione e habitat
Il mesia guanceargento abita l'ecozona paleartica e l'ecozona indomalese, inclusa la Cina.
Il suo habitat include le foreste pluviali degli Annamiti del Nord, le foreste subtropicali dell'Indocina settentrionale, le foreste subtropicali del Triangolo settentrionale, le foreste pluviali montane della Malaysia peninsulare, le foreste subtropicali sempreverdi di Jian Nan Nanm, le foreste pluviali montane del Kayah-Karen, le foreste pluviali montane Luang Prabang, le foreste pluviali di Mizoram-Manipur-Kachin, le foreste montane di Chin Hills-Arakan Yoma, le foreste miste e di latifoglie dell'altopiano del Guizhou, le savane e praterie del Terai-Duar, le foreste di conifere subalpine dei monti Hengduan, le foreste sempreverdi subtropicali dell'altopiano dello Yunnan, la pineta tropicale di Sumatra, le foreste di pini Indomalese del Nord-Est, le foreste temperate del Triangolo d'Oro settentrionale, le foreste di latifoglie dell'Himalaya orientale, le foreste pluviali semisempreverdi di Tenasserim-Sud Thailandia, le foreste paludose di Sumatra, la pineta subtropicale dell'Himalaya, le foreste sempreverdi secche dell'Indocina sud-orientale, le foreste sempreverdi subtropicali della Cina e del Vietnam meridionale, le foreste pluviali della penisola malese, le foreste pluviali della pianura di Sumatra, le foreste pluviali montane del sud di Annamites, le foreste di conifere di Qionglai-Minshan, i prati e arbusteti alpini dell'Himalaya orientale, le foreste di conifere subalpine dell'Himalaya nord-orientale e le foreste di conifere e miste della gola di Nujiang Langcang.
Questi territori si estendono nel sud-est asiatico e comprendono gli stati del Bhutan, Birmania, Cambogia, Cina, Hong Kong, India, Indonesia, Laos, Malaysia, Nepal e Vietnam. Il mesia guanceargento popolava anche il Bangladesh, dove però si è estinto.
La specie è stata introdotta a Hong Kong da stock in cattività provenienti da uccelli in gabbia.

## Conservazione
La specie occupa un areale abbastanza vasto, all'interno del quale la popolazione sembra essere in diminuzione. Nonostante questo la Lista rossa IUCN classifica Leiothrix argentauris come specie a rischio minimo (Least Concern).